# Vorstehhund

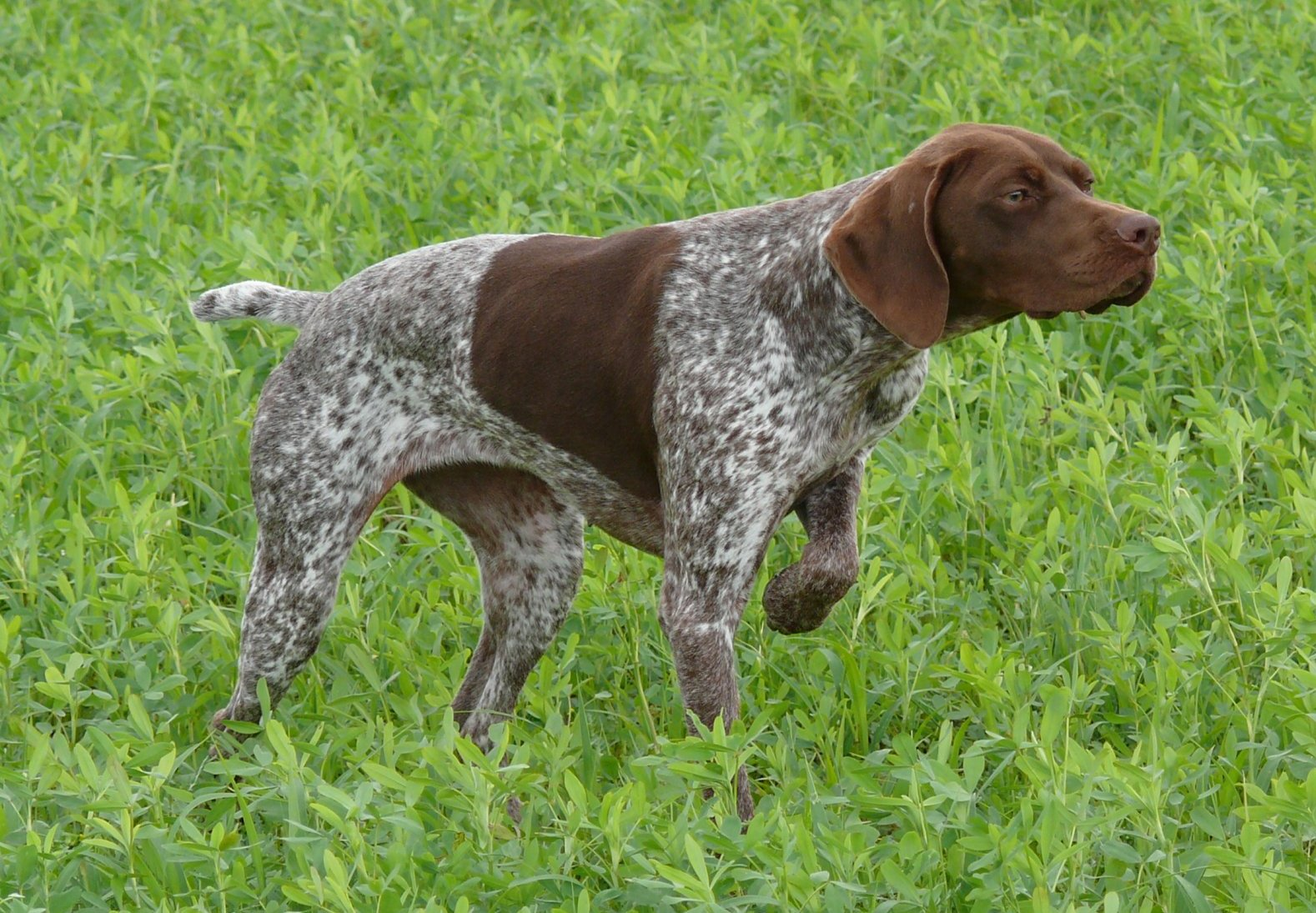
Braque Français (kupiert)

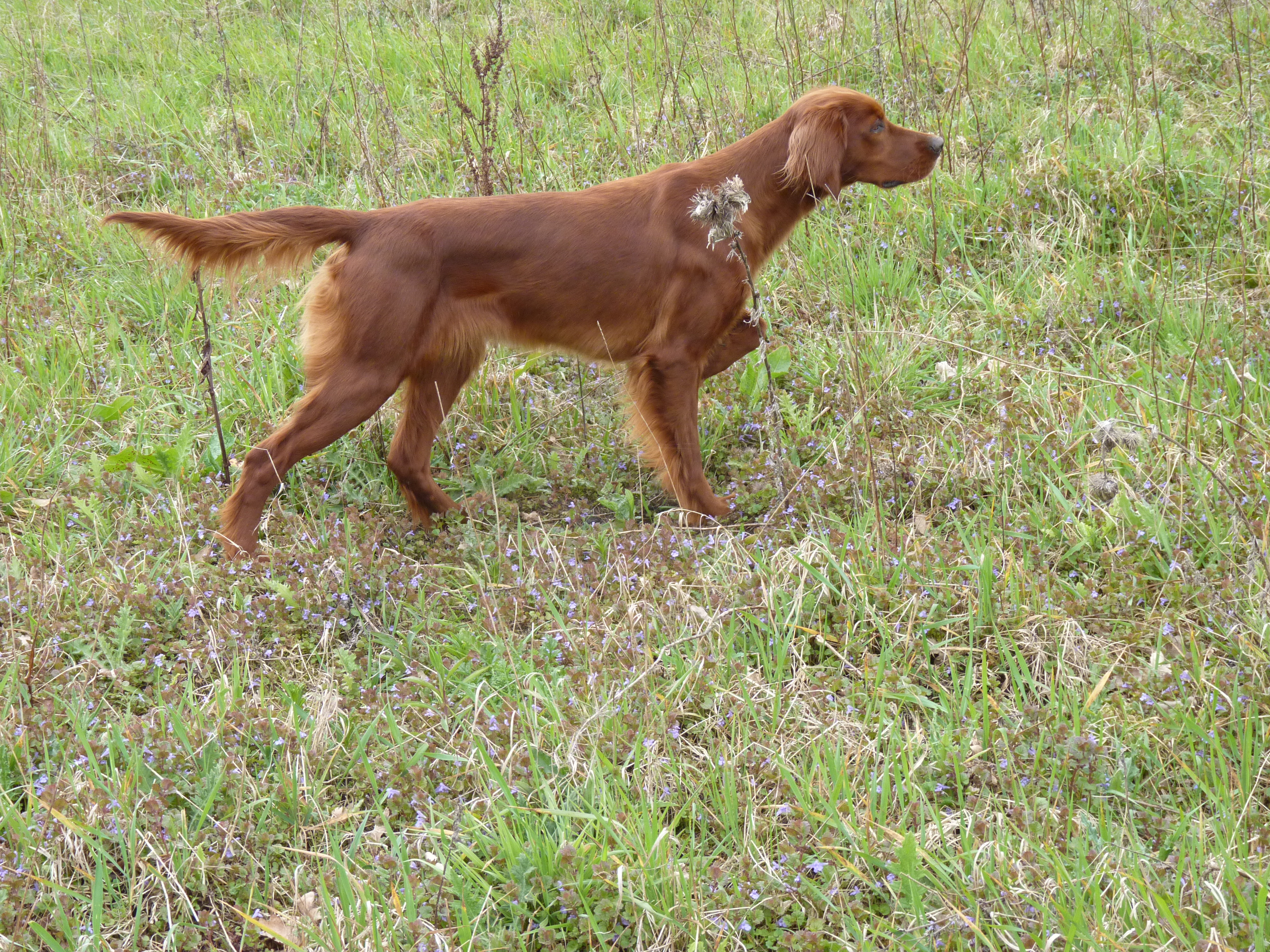
Vorstehender Irish Setter

Als Vorstehhunde werden alle Hunde beziehungsweise alle Hunderassen bezeichnet, die als Jagdhunde die Verhaltensweise des Vorstehens ausgeprägt vorweisen. Am Vorstehen des Hundes erkennt der Jäger, dass der Hund Wild gefunden hat. Die Fähigkeit zum Vorstehen ist eine durch Zuchtauslese verstärkte angeborene Verhaltensweise, die bei der Ausbildung des Vorstehhundes noch gefördert werden kann. Die FCI führt diese Hunde in der Gruppe 7.

## Eigenschaften
Allen diesen Hunden ist eigen, dass sie dem Jäger mit dem Geruchssinn entdecktes Wild durch Vorstehen anzeigen. Dabei verharren sie ohne Laut zu geben in ihrer Bewegung und heben meist gleichzeitig einen Vorderlauf, seltener einen Hinterlauf, und winkeln diesen an. Der Jäger kann sich dann zur Schussabgabe vorbereiten, muss das vom Hund gefundene Wild aber, je nach Rasse, selbst aufscheuchen (hoch machen). Vorstehhunde sind auf diese spezielle Fähigkeit abgerichtet und nicht alle Rassen sind dafür vorgesehen, die Beute selbst aufzuscheuchen oder gar zu hetzen. Wenn der Hund schon in größerer Entfernung vom Wild erstmals vorsteht, zeigt er anschließend idealerweise das Verhalten des Nachziehens. Dabei nähert er sich dem Wild mit langsamen Bewegungen, um dann erneut vorzustehen. Hoch gemachtes Wild darf keinesfalls vom Hund verfolgt werden, was durch vorsorgliche Dressur verhindert werden kann.

## Geschichte

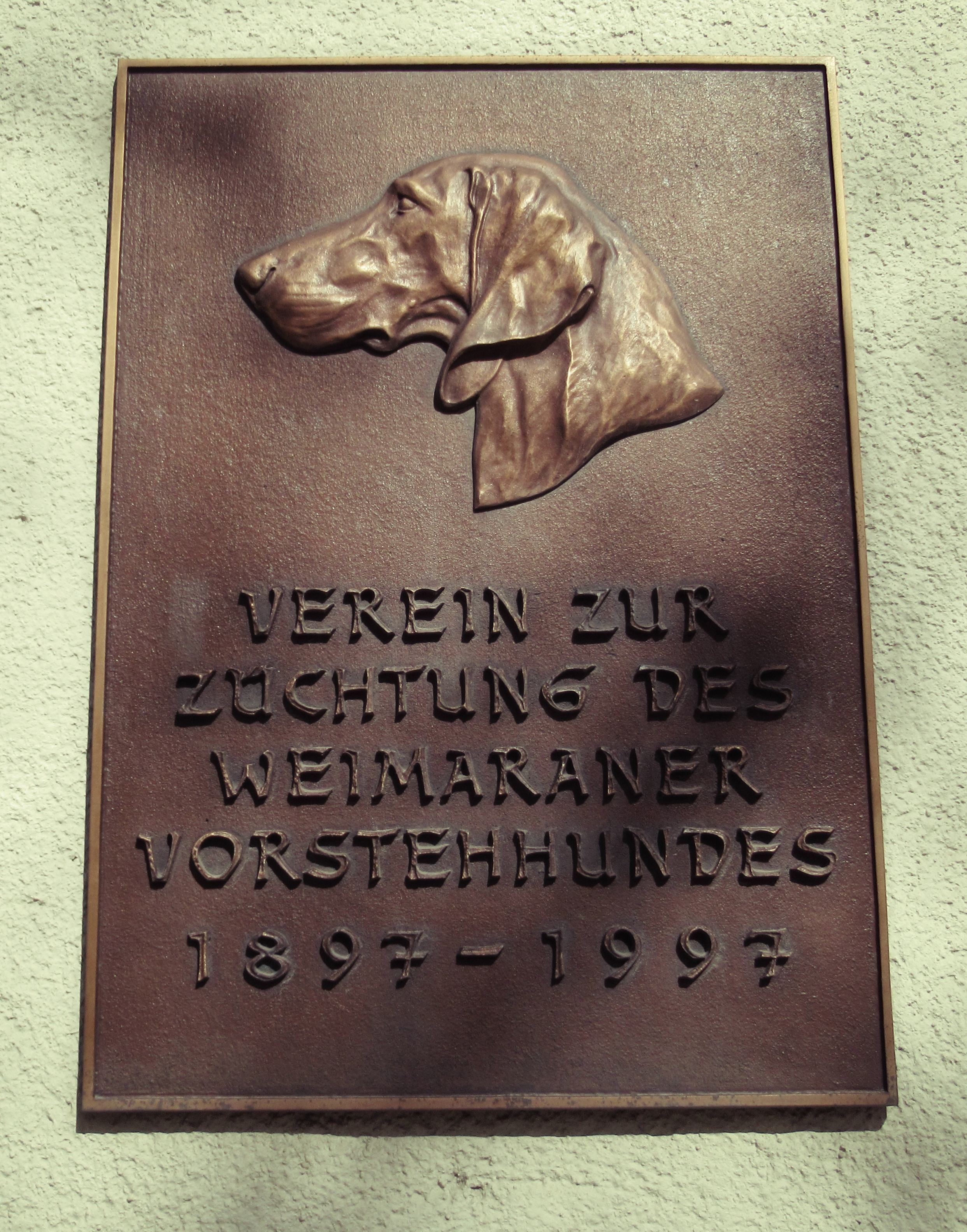
Gedenktafel in Weimar

Vorstehhunde wurden auch beim Tirassieren eingesetzt und die Hunde, die zur Jagd auf Geflügel eingesetzt wurden, auch als Hühnerhunde bezeichnet. In England begann sich die sportliche Art des Vogeljagens auf Geflügel mit Settern (englisch setting dogs für sitzende Hunde) zu entwickeln, die sich beim Anzeigen des Wildes niederlegen. Pointer und andere Vorstehhunde, sofern sie nicht zum Niederlegen dressiert wurden, weisen idealerweise wie ein Pfeil (englisch to point von zeigen) in Richtung auf das wahrgenommene Wild. Sie weisen mit ihrer Nasenspitze exakt in Richtung Geruchsquelle, insbesondere wenn kein Sichtkontakt besteht.

## Rassen
Vorstehhunde sind Jagdhunde und werden in der Systematik der FCI in zwei Sektionen eingeteilt, Kontinentale Vorstehhunde und Englische und Irische Vorstehhunde.
Typ „Braque“ bedeutet kurzhaariger Vorstehhund, nicht Bracke. Ebenso ist der Typ „Spaniel“ ein langhaariger Vorstehhund, kein Stöberhund (Spaniel) und der Typ „Griffon“ bezeichnet den rauhaarigen Vorstehhund.
Zu den Vorstehhunden gehören unter anderem folgende Rassen:
Kontinentale Vorstehhunde
- Typ „Braque“ (kurzhaarig, Sektion 1.1)
  - Altdänischer Vorstehhund
  - Bracco Italiano
  - Braque de l’Ariège
  - Braque du Bourbonnais
  - Braque d’Auvergne
  - Braque français (Typ Gascogne, Typ Pyrénées)
  - Braque Saint-Germain
  - Deutsch Drahthaar
  - Deutsch Kurzhaar
  - Deutsch Stichelhaar
  - Magyar Vizsla (Drahthaar)
  - Magyar Vizsla (Kurzhaar)
  - Perdigueiro Português
  - Perdiguero de Burgos
  - Pudelpointer
  - Weimaraner (langhaarig, kurzhaarig)

- Typ „Spaniel“ (langhaarig, Sektion 1.2)
  - Deutsch Langhaar
  - Drentse Patrijshond
  - Epagneul Bleu de Picardie
  - Epagneul Breton
  - Epagneul de Pont-Audemer
  - Epagneul Français
  - Epagneul Picard
  - Großer Münsterländer
  - Kleiner Münsterländer
  - Stabyhoun

- Typ „Griffon“ (rauhaarig, Sektion 1.3)
  - Böhmischer Rauhbart
  - Griffon Korthals
  - Slowakischer Rauhbart
  - Spinone Italiano

Englische und Irische Vorstehhunde
Sektion 2
- Gordon Setter

Sektion 2.1
- English Pointer

Sektion 2.2
- English Setter
- Irish Red Setter
- Irish Red and White Setter

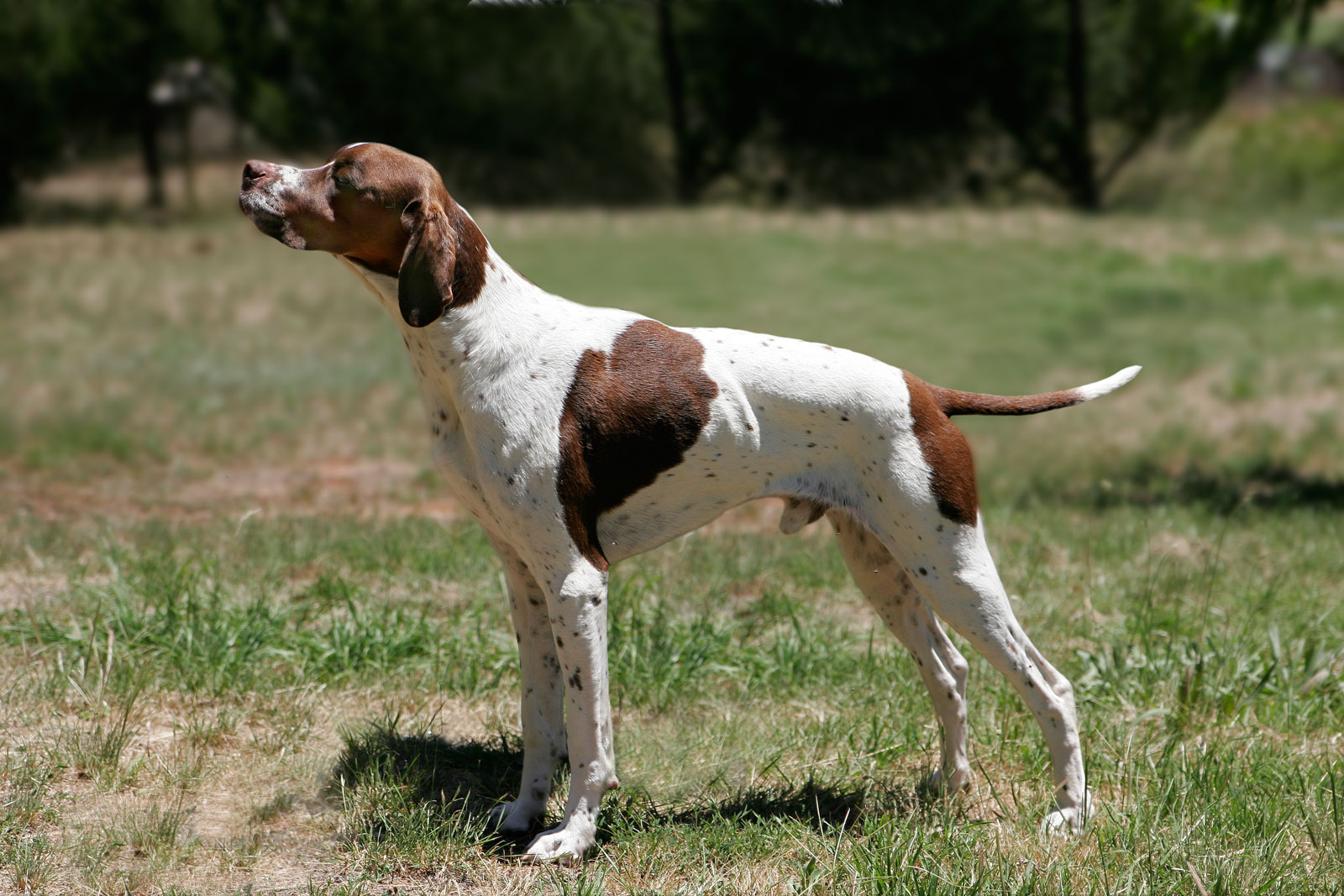
English Pointer

Siehe auch: Liste der FCI-Hunderassen